# وایکینگ‌ها در شبه‌جزیره ایبری
وایکینگ‌ها در شبه‌جزیره ایبری (انگلیسی: Vikings in Iberia)، به نظر می‌رسد در اواسط قرن نهم به عنوان گسترش حملات وایکینگ‌ها و ایجاد پایگاه‌هایی در امپراتوری فرانک در اوایل قرن نهم آغاز شده است. در حالی که ارتباطات بین سرزمین‌های اسکاندیناوی و شرقی اسلامی به خوبی برقرار بود، به‌ویژه در ارتباط با مردم روس (واریاگ) در امتداد ولگا و اطراف دریای خزر، روابط با لبه غربی اسلام پراکنده‌تر و اتفاقی‌تر بود. اگرچه وایکینگ‌ها ممکن است در ایبریا زمستان گذرانی کرده باشند، اما هیچ مدرکی برای تجارت یا اسکان یافت نشده است.